# Rückfetter
| Deutsche Bezeichnung | INCI                |
| -------------------- | ------------------- |
| Wollwachs            | Lanolin             |
| Squalen, synthetisch | Squalene            |
| flüssiges Paraffin   | Paraffinum Liquidum |
| Cetylpalmitat        | Cetyl Palmitate     |

Rückfetter, auch Rückfettungsmittel oder Überfettungsmittel genannt,  sind lipophile Grundstoffe in Waschmitteln, die eine störende Auswirkung auf die epidermale Barrierefunktion verhindern sollen. Man findet sie in Haut- und Haarpflegemitteln, Shampoos für trockene Kopfhaut und Cremeseifen. Die Rückfetter stehen in Reinigungsprodukten in Konkurrenz zu den Tensiden, die zur Emulsion lipophiler Schmutzpartikel zugesetzt werden. Bei Waschlösungen, Bade- und Duschölen konnten bisher keine rückfettenden Wirkungen nachgewiesen werden. Lediglich bei Duschcremes, die sich durch reduzierte Tensidkonzentration auf 15 % und einen Ölkörper von 50 % charakterisieren, konnten bisher rückfettende Eigenschaften beobachtet werden.